# Dobroszewo
Dobroszewo [dɔbrɔˈʂɛvɔ] (deutsch Freynowen, 1938–1945 Freihof) ist ein kleiner Ort in der polnischen Woiwodschaft Ermland-Masuren. Er gehört zur Gmina Mrągowo (Landgemeinde Sensburg) im Powiat Mrągowski (Kreis Sensburg).

## Geographische Lage
Dobroszewo liegt in der südlichen Mitte der Woiwodschaft Ermland-Masuren, sieben Kilometer südwestlich der Kreisstadt Mrągowo (deutsch Sensburg).

## Geschichte
Das Erbfreigut Freynowen (auch Freinowen) wurde in Form eines kleinen Gehöfts 1823 gegründet. 1867 waren hier neun, 1885 zehn und 1905 wieder neun Einwohner registriert. Der kleine Ort war bis 1945 ein Wohnplatz in der Gemeinde Grabowen (1938–1945 Grabenhof, polnisch Grabowo) im Kreis Sensburg im Regierungsbezirk Gumbinnen (ab 1905 Regierungsbezirk Allenstein) in der preußischen Provinz Ostpreußen. Am 3. Juni (amtlich bestätigt am 16. Juli) 1938 wurde Freynowen auf politisch-ideologischen Gründen der Avwehr fremdländisch klingender Ortsnamen in Freihof umbenannt.
In Kriegsfolge kam der Ort 1945 mit dem gesamten südlichen Ostpreußen zu Polen und ist heute eine Ortschaft innerhalb der Gmina Mrągowo (Landgemeinde Sensburg) im Powiat Mrągowski (Kreis Sensburg), bis 1998 der Woiwodschaft Olsztyn (Allenstein), seither der Woiwodschaft Ermland-Masuren zugehörig.

## Religion
Freynowen resp. Freihof war bis 1945 in die evangelische Pfarrkirche Sensburg in der Kirchenprovinz Ostpreußen der Evangelischen Kirche der Altpreußischen Union sowie in die katholische Kirche St. Adalbert Sensburg im Bistum Ermland eingegliedert. Heute gehört Dobroszewo evangelischerseits zur St.-Trinitatis-Kirche in Mrągowo in der Diözese Masuren der Evangelisch-Augsburgischen Kirche in Polen. Katholischerseits ist der Ort in die Pfarrei Grabowo (Grabowen, 1938–1945 Grabenhof) im Erzbistum Ermland in der polnischen katholischen Kirche einbezogen.

## Verkehr
Dobroszewo liegt verkehrsgünstig an der Woiwodschaftsstraße 600, die die beiden Kreisstädte Mrągowo (Sensburg) und Szczytno (Ortelsburg) mit ihren Regionen verbindet. Ein Bahnanschluss existiert nicht.